# 263 Dresda
263 Dresda је астероид главног астероидног појаса. Приближан пречник астероида је 23,24 km,
а средња удаљеност астероида од Сунца износи 2,886 астрономских јединица (АЈ).
Инклинација (нагиб) орбите у односу на раван еклиптике је 1,313 степени, а орбитални период износи 1790,947 дана (4,903 године). Ексцентрицитет орбите астероида износи 0,075.
Апсолутна магнитуда астероида износи 10,40 а геометријски албедо 0,226.
Астероид је откривен 3. новембра 1886. године.